# Horta Norte
Horta Nord é uma comarca da Comunidade Valenciana, na Espanha. Está localizada na província de Valência, e a cidade mais populosa é o município de Burjassot. Por fazer parte da Área Metropolitana de Valência, não possui instituições da Generalitat, o que não permite aclarar qual é sua capital administrativa, mas as sedes dos partidos judiciais estão em Moncada e Massamagrell. Limita com a cidade de Valência e com as comarcas de Camp de Morvedre e Camp del Túria.

## Municípios
| Município            | População | Área  | Densidade |
| -------------------- | --------- | ----- | --------- |
| Burjassot            | 37.403    | 3,40  | 11.000,88 |
| Alboraya             | 21.582    | 8,30  | 2.409,76  |
| Moncada              | 21.109    | 15,80 | 1.336,01  |
| Puçol                | 17.947    | 18,10 | 991,54    |
| Massamagrell         | 14.568    | 6,20  | 2.349,67  |
| Godella              | 12.993    | 8,30  | 1.565,42  |
| Meliana              | 9.827     | 4,70  | 2.090,85  |
| Tavernes Blanques    | 9.270     | 0,70  | 13.242,85 |
| El Puig              | 8.197     | 26,80 | 305,85    |
| Rafelbuñol           | 7.103     | 4,20  | 1.691,19  |
| Almàssera            | 6.928     | 2,70  | 2.565,92  |
| La Pobla de Farnals  | 6.752     | 3,60  | 1.875,55  |
| Foios                | 7.200     | 6,50  | 978,15    |
| Rocafort             | 6.259     | 2,40  | 2.607,91  |
| Museros              | 4.834     | 12,50 | 386,72    |
| Albalat dels Sorells | 3.708     | 4,60  | 806,08    |
| Albuixech            | 4.021     | 4,40  | 828,63    |
| Bonrepòs i Mirambell | 3.047     | 1,10  | 2.770     |
| Alfara del Patriarca | 2.858     | 2,00  | 1.429     |
| Vinalesa             | 2.783     | 1,50  | 1.855,33  |
| Massalfassar         | 1.880     | 2,50  | 752       |
| Emperador            | 467       | 0,10  | 4.670     |